# Saint-Denis-lès-Bourg
Saint-Denis-lès-Bourg ist eine französische Gemeinde mit 6078 Einwohnern (Stand: 1. Januar 2022) im Département Ain in der Region Auvergne-Rhône-Alpes. Sie gehört zum Arrondissement Bourg-en-Bresse und zum Kanton Bourg-en-Bresse-2.

## Geografie
Die Gemeinde Saint-Denis-lès-Bourg ist als westlicher Vorort von Bourg-en-Bresse eng mit dieser Stadt und der südwestlichen Vorstadt Péronnas zusammengewachsen. Am westlichen Rand von Saint-Denis-lès-Bourg fließt die Veyle.
Umgeben wird Saint-Denis-lès-Bourg von den Nachbargemeinden Viriat im Norden und Nordosten, Bourg-en-Bresse im Osten, Péronnas im Südosten und Süden, Saint-Rémy im Südwesten, Buellas im Westen sowie Polliat im Nordwesten.

## Geschichte
Der Ort wurde im 11. Jahrhundert erstmals urkundlich erwähnt.

### Bevölkerungsentwicklung
| Jahr                       | 1962 | 1968 | 1975 | 1982 | 1990 | 1999 | 2006 | 2014 | 2021 |
| Einwohner                  | 1940 | 2510 | 3181 | 3352 | 4145 | 4921 | 4967 | 5505 | 6063 |
| Quellen: Cassini und INSEE |      |      |      |      |      |      |      |      |      |

## Gemeindepartnerschaften
Mit folgenden Gemeinden bestehen Partnerschaften:
- Schutterwald, Baden-Württemberg, Deutschland, seit 1988
- Redea, Walachei, Rumänien, seit 2000

Eine lockere Verbindung besteht zur indischen Gemeinde Shantivanam.

## Sehenswürdigkeiten
- Kirche Saint-Denis, im gotischen Stil errichtet, im 19. Jahrhundert umgebaut

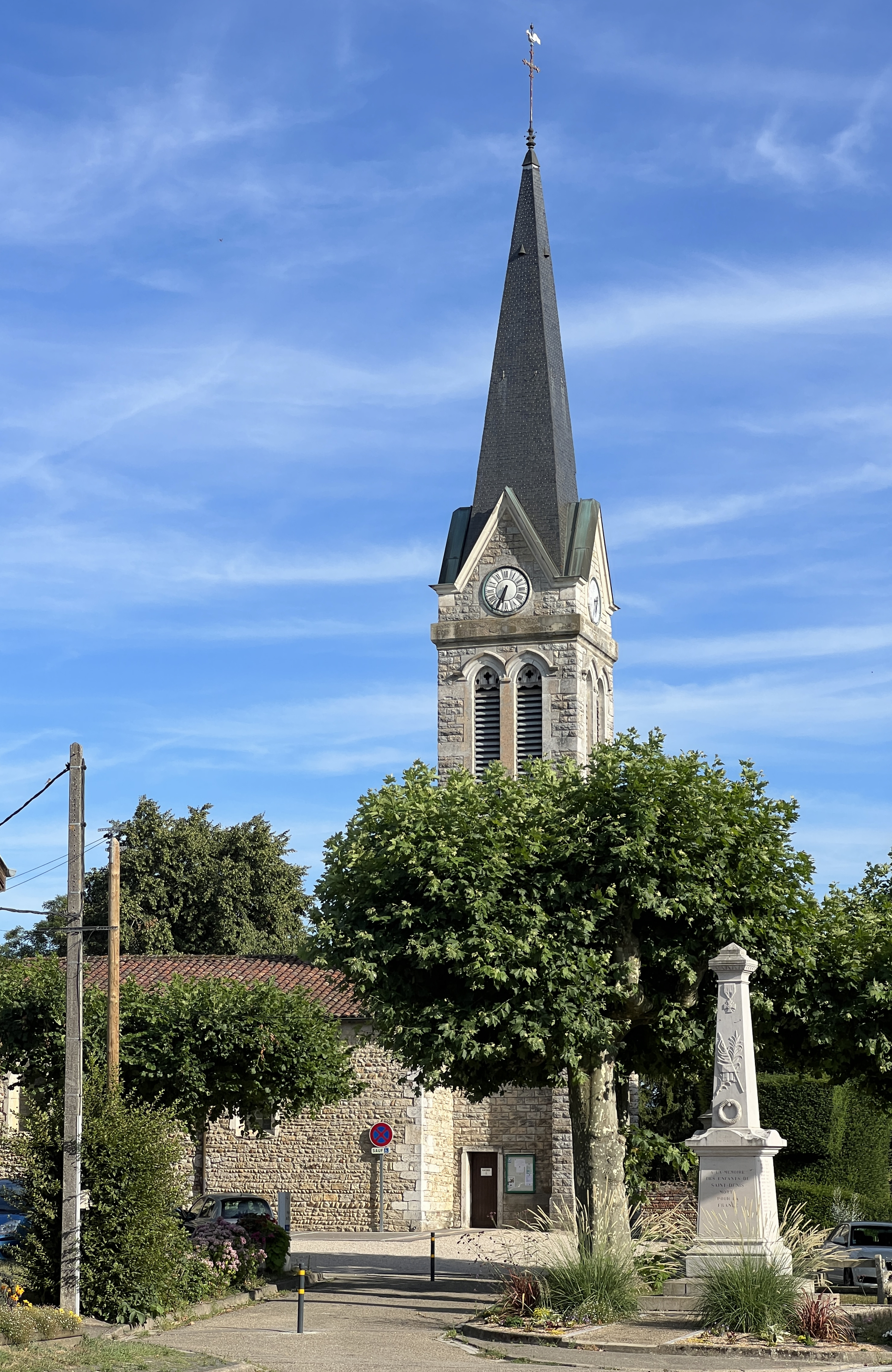
Kirche Saint-Denis
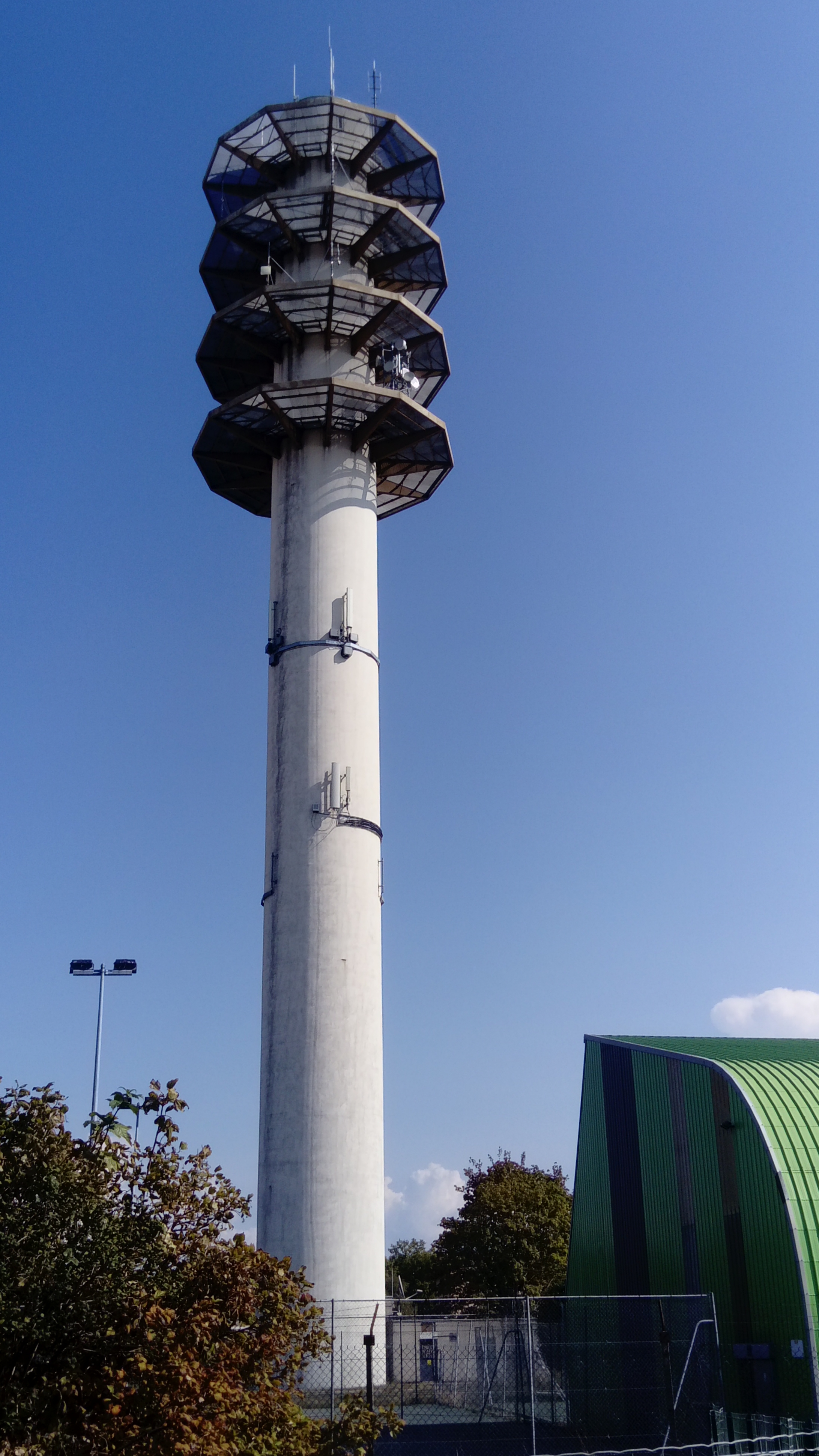
Funkturm
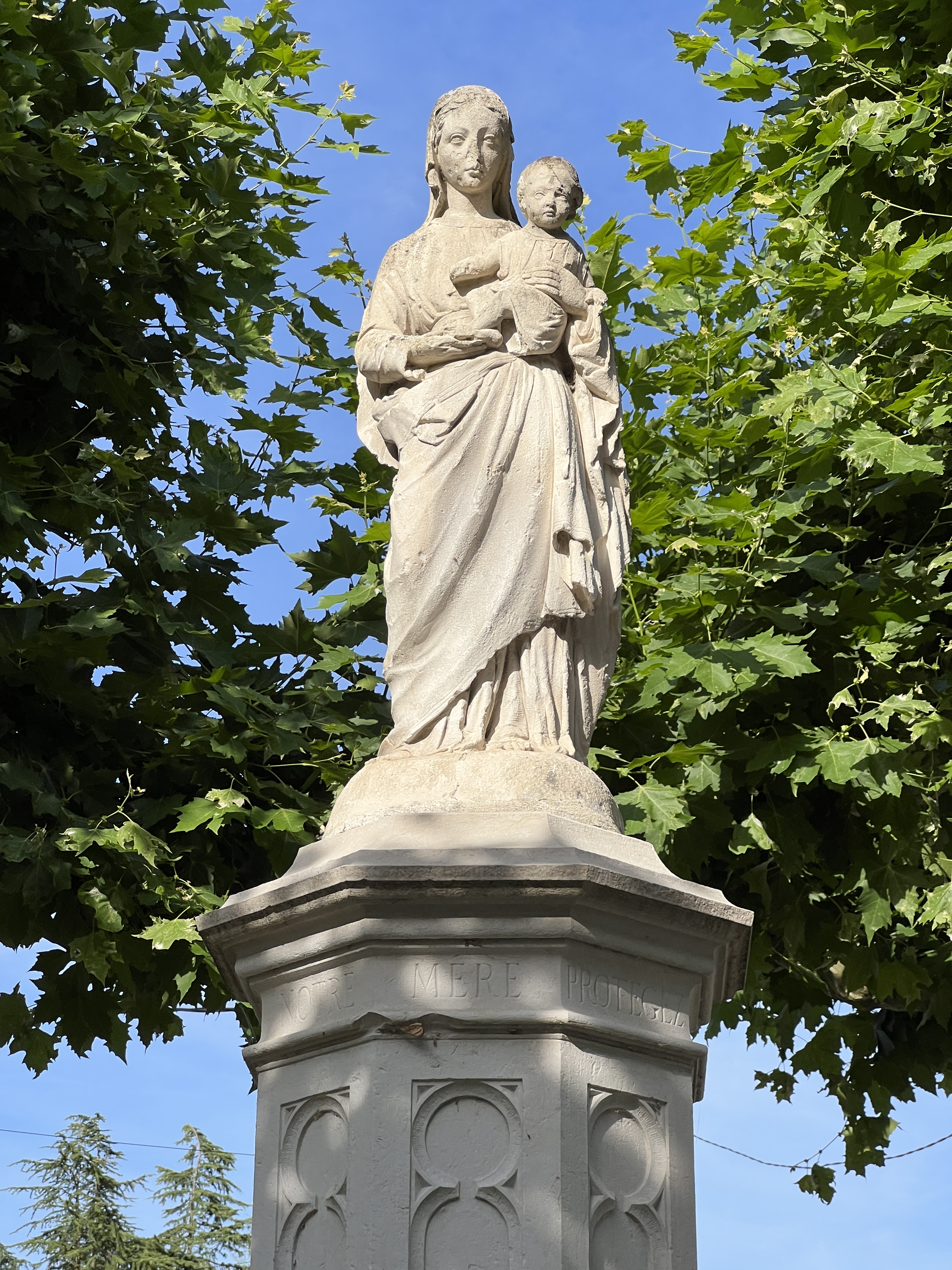
Marienstatue
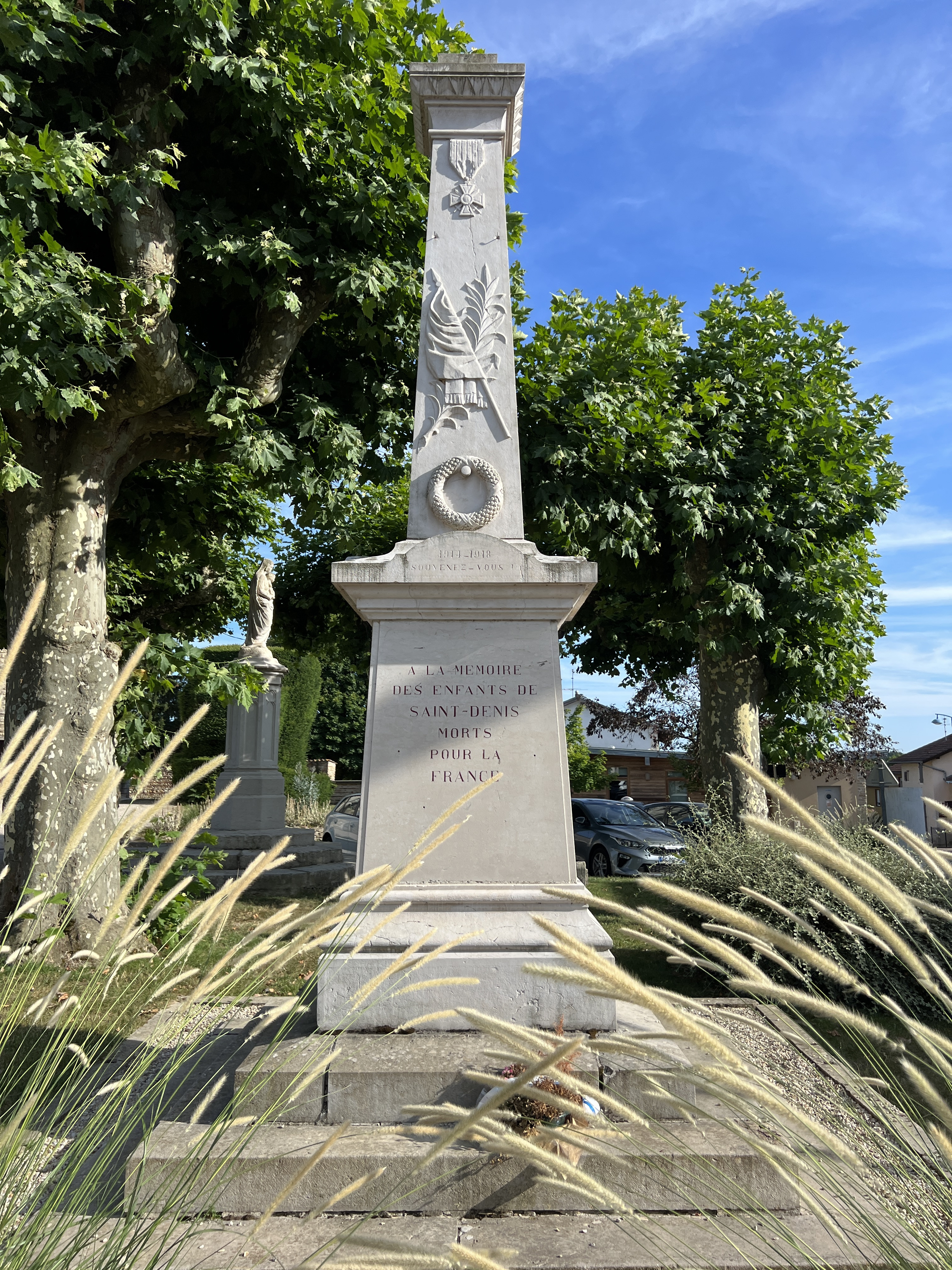
Gefallenendenkmal